# Acanthixalus
Acanthixalus é um gênero de anfíbios da família Hyperoliidae.
As seguintes espécies são reconhecidas:
- Acanthixalus sonjae Rödel, Kosuch, Veith & Ernst, 2003
- Acanthixalus spinosus (Buchholz & Peters, 1875)